# Serjania hispida
Serjania hispida är en kinesträdsväxtart som beskrevs av Standley & Steyerm.. Serjania hispida ingår i släktet Serjania och familjen kinesträdsväxter. Inga underarter finns listade i Catalogue of Life.